# 祥麟 (趙巴魯特氏)
祥麟（？—1850年），趙巴魯特氏，清朝軍事將領，諡恭愨。
嘉慶末年，任驍騎校。道光元年，升三等侍衛。道光二年，升公中佐領。道光四年，任前鋒侍衛。道光六年，任參將。道光十年，署永昌協副將。道光十五年，任提標中軍參將。道光十九年，任護理肅州鎮總兵、督標中軍副將。道光二十三年，授直隸山永協副將，同年改廣東潮州鎮總兵。道光二十七年，調山西太原鎮總兵。道光二十八年，任廣東陸路提督。